# Alfa Fornacis
Alfa Fornacis (α For, Dalim) – najjaśniejsza gwiazda w gwiazdozbiorze Pieca. Jest odległa od Słońca o około 46 lat świetlnych.

## Nazwa
Giuseppe Piazzi przypisał tej gwieździe nazwę Dalim, wywodzącą się od arabskiego ‏ضليم‎ ẓalīm, „struś”. Pochodzi ona z katalogu gwiazd Uług Bega, gdzie jednak nazwa ta odnosiła się do gwiazdy Theta Eridani. Międzynarodowa Unia Astronomiczna w 2017 roku formalnie zatwierdziła użycie nazwy Dalim dla określenia tej gwiazdy.

## Charakterystyka
Jest to gwiazda podwójna, której składnikami są podolbrzym należący do typu widmowego F8 i gwiazda ciągu głównego, reprezentująca typ widmowy G7 (składniki dawniej były sklasyfikowane jako para gwiazd ciągu głównego). Temperatura jaśniejszej gwiazdy A to około 6240 K, a słabszego składnika to 5500 K. Mają one jasność odpowiednio 4 razy większą i o połowę mniejszą od jasności Słońca. Własności te wiążą się z masą gwiazd: składnik A jest o około 1/4 masywniejszy od Słońca, zaś masa składnika B to 3/4 masy Słońca. Różnica mas wpływa także na ich ewolucję: masywniejszy składnik zaczął już zmieniać się w olbrzyma.
Składniki Alfa Fornacis mają obserwowaną wielkość gwiazdową 3,98 i 7,19m, dzieli je na niebie 5,4 sekundy kątowej (pomiar z 2013 r.). W przestrzeni gwiazdy te średnio są oddalone o 56 au, ale ze względu na ekscentryczne orbity oddalają się do 97 au i zbliżają na 15 au w okresie 269 lat. Największe zbliżenie miało miejsce w 1947 roku, gwiazdy znajdą się w największym oddaleniu w 2082 roku.